# MetaBrainz Foundation
MetaBrainz Фонд є «501(с)(3)» звільненою від податків некомерційної основи в Сан-Луїс-Обіспо, штат Каліфорнія, яка керує проєктом MusicBrainz і кількома іншими пов'язаними проєктами.
Після створення «Фонду MetaBrainz» 19 квітня 2005 р. проєкт MusicBrainz вступив у свою другу фазу життя. У першому втіленні проєкт підтримувався приватно і був зосереджений насамперед на зборі основних музичних метаданих. З тих пір проєкт MusicBrainz значно зріс, використовуючи юридичну підтримку та інфраструктуру Фонду MetaBrainz, щоб продовжувати процвітати та розширювати сферу своєї діяльності.

## Зовнішні посилання
- MetaBrainz [Архівовано 8 листопада 2020 у Wayback Machine.]
Ця стаття містить текст із вебсайту MetaBrainz, який має ліцензію GPL.